# Dennis Hastert
John Dennis Hastert (Aurora, Illinois; 2 de enero de 1942) es un político estadounidense, perteneciente al Partido Republicano. Fue miembro de la Cámara de Representantes de 1987 a 2007, en representación del decimocuarto distrito de Illinois, y fue el presidente de la Cámara de 1999 a 2007. Se trata además de uno de los Speakers más longevos en la Cámara, así como de las pocas altas autoridades federales en entrar en prisión por varios delitos de abusos sexuales. 
Hastert fue reelegido para un undécimo mandato en el Congreso en el 2006, derrotando al exanalista de inteligencia John Laesch. Sin embargo, el Partido Republicano perdió su mayoría en la Cámara y el 8 de noviembre, Hastert anunció que no buscaba una posición de liderazgo en la 110 ª sesión del Congreso. El 17 de octubre de 2007, el periódico político Roll Call informó de que Hastert se retirará del Congreso antes de fines de 2007. 
Hastert ha apoyado el exgobernador de Massachusetts Mitt Romney para la Elección presidencial de Estados Unidos (2008).

## Biografía

### Vida personal
Hastert nació en Aurora y creció en Oswego, ambas ciudades de Illinois. Fue el mayor de tres hijos de Noemí y Jack Hastert. 
Se graduó de Wheaton College de Illinois en 1964 y obtuvo una doctorado en educación de la Northern Illinois University en 1967. Nunca sirvió en Vietnam debido a una lesión deportiva de su época de estudiante. Trabajo como profesor de Inglés en Osaka, Japón, a principios de la década de 1970. Posteriormente se trasladó a Yorkville, 89 kilómetros al oeste de Chicago, y tomó un trabajo como profesor de historia.

### Carrera como congresista
En 1980, fue elegido para la Cámara de Representantes de Illinois, siendo representante republicano en el Comité de Asignaciones.
Cuando el congresista del 14o distrito de Illinois, John Grotberg, decide no postularse para un segundo mandato en el 1986 (debido a una enfermedad terminal) Hastert fue nominado por la convención republicana para sucederlo. 
Se enfrentó a la demócrata Mary Lou Kearns. Hastert gana la elección con el 52% los votos. Desde entonces nunca ha ganado por una diferencia tan escasa, sobre todo después de que en la década de 1990 la redistribución de los distritos convirtiera el decimocuarto distrito de Illinois en aún más republicano.
Durante sus primeros 12 años en el Congreso, Hastert trabajó en estrecha colaboración con los líderes republicanos de Illinois, en particular el líder de la minoría Robert Michel. Después de que los republicanos tomaran el control de la Cámara en 1995, Hastert fue nombrado Coordinador Auxiliar en Jefe (Chief Deputy Whip), en la que es el responsable de coordinar los votos republicanos en el Congreso.

### Presidente de la Cámara de Representantes
En 1998 Newt Gingrich declinaba continuar como Presidente del Congreso por decimoprimera ocasión. El republicano con mejores perspectivas para ocupar el puesto era Bob Livingston de la Luisiana, quien fue elegido por unanimidad como el candidato republicano para Presidente, llegando a ser elegido para el puesto. Sin embargo, poco después, la revista Hustler detallada un escándalo sexual de Livingston, mientras hipócritamente atacaba el presidente Bill Clinton por el escándalo de Mónica Lewinsky; por lo que anunció la dimisión de su cargo en el Congreso.
Con la salida de Livingston, los principales candidatos para Speaker parecía ser DeLay y la Cámara líder de la mayoría Dick Armey, ambos de Texas. Sin embargo, Armey acaba fended de un magulladuras desafío a su líder de la mayoría del puesto de Steve Largent de Oklahoma.
La imposibilidad demócrata para hacerse con la mayoría, así como el carácter polémico del líder republicano DeLay abrió las puertas a Dennis Hastert como un candidato de compromiso. Tenía muy buenas relaciones con los republicanos moderados y conservadores, así como de los demócratas. Hastert fue elegido por unanimidad como el candidato republicano para Presidente, y fue confirmado como Presidente el 6 de enero de 1999.
Al aceptar la posición, Hastert rompió con la tradición al permitir que durante su discurso de aceptación el líder de la minoría Dick Gephardt presidiera brevemente. Hastert se comprometió a trabajar para el bipartidismo. Sin embargo, en noviembre de 2004, Hastert utilizó su "mayoría de la mayoría", que permite a la Asamblea para aprobar los proyectos de ley solo el apoyo de la mayoría de sus miembros Republicano, en especial el programa político republicano basado en los impuestos, la educación, el Seguro Social, Medicare, y la defensa nacional.
Aunque por tradición, Hastert era el líder de los republicanos en la Cámara, se adoptó un bajo perfil en los medios de comunicación. Esto dio lugar a acusaciones de que fue solo una figura emblemática de DeLay. Sin embargo, en los meses posteriores a los ataques del 11 de septiembre, se reunió periódicamente con el presidente George W. Bush y con el vicepresidente Dick Cheney, los dos líderes del Senado y el líder de la minoría en la Cámara para dar forma a la respuesta nacional.
El 1 de junio de 2006, Hastert se convirtió Presidente Republicano de la Cámara de mayor duración en la historia, superando el récord anteriormente en manos de Joe Cannon, quien había ocupado el cargo desde noviembre de 1903 a marzo de 1911.